# Lamont Young (architekt)
Lamont Young (12. března 1851 – 1929) byl italský architekt a urbanista, aktivní od konce devatenáctého do počátku dvacátého století.
Narodil se v Neapoli, kde se rovněž nachází veškerá jeho architektonická a urbanistická práce. Coby architekt je primárně spojován s výstavbou několika pseudo-viktoriánských hradů v Neapoli, přičemž tím nejvýznamnějším je Château Aselmeyer, který se nachází v ulici Corso Vittorio Emanuele s rozhledem na čtvrť Chiaia.
Coby urbanista se Young známý velkým plánem na přestavbu Neapole v osmdesátých letech devatenáctého století. Jeho plány zahrnovaly mimo jiné také konstrukci podzemní dráhy. Přestože byl Youngův plán původně schválen, nakonec prohrál v boji s konkurencí. Konkurenční plán byl více radikální a Neapol podle něj byla v následujících třiceti letech (před první světovou válkou) přebudována.
Roku 1929 spáchal v Neapoli sebevraždu.